# Col de la Schlucht
De Col de la Schlucht is een bergpas over de Vogezen in Frankrijk. De pas dankt zijn naam aan het Duitse woord Schlucht, dat bergkloof betekent.

## Geografie
Op deze plaats vormt de bergketen de grens tussen de regio's Elzas en Lotharingen.
Het hoogste punt ligt rond de grens tussen de departementen Haut-Rhin en Vogezen.

## Sport
Het skigebied Schlucht-le Collet-Retournemer telt negen pistes. Buiten de winter kunnen toeristen mountainbiken en zomerrodelen in het gebied.

### Ronde van Frankrijk

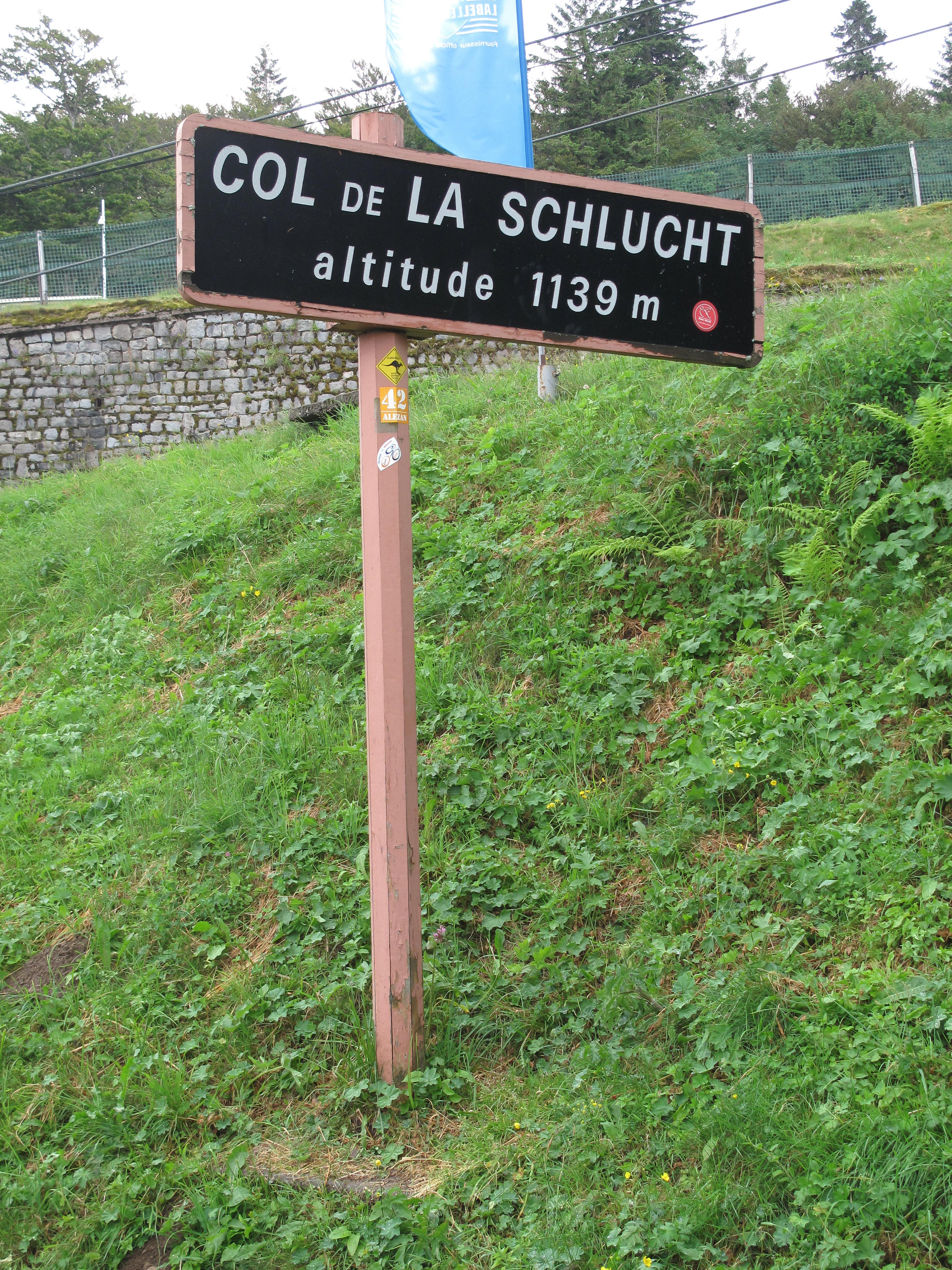
Col de la Schlucht, naambordje

De Col de la Schlucht is meermaals (in 1931, 1957, 1961, 1969, 1970, 1973, 1992, 2005, 2009, 2014 en 2023) opgenomen in de Ronde van Frankrijk, waar de col wordt aangemerkt als beklimming van 2de categorie (oostflank) of 3de categorie (westflank). De volgende renners waren als eerste op de top bij de passages van de Col de la Schlucht in de Ronde van Frankrijk:
- 1931 - gegroepeerde passage
- 1957 - Louis Bergaud
- 1961 - Jef Planckaert
- 1969 - Mariano Diaz
- 1970 - Silvano Schiavon
- 1973 - Charly Grosskost
- 1992 - Fabio Roscioli
- 2005 - Andreas Klöden
- 2009 - Rubén Pérez
- 2014 - Thomas Voeckler
- 2023 - Giulio Ciccone

## Galerij

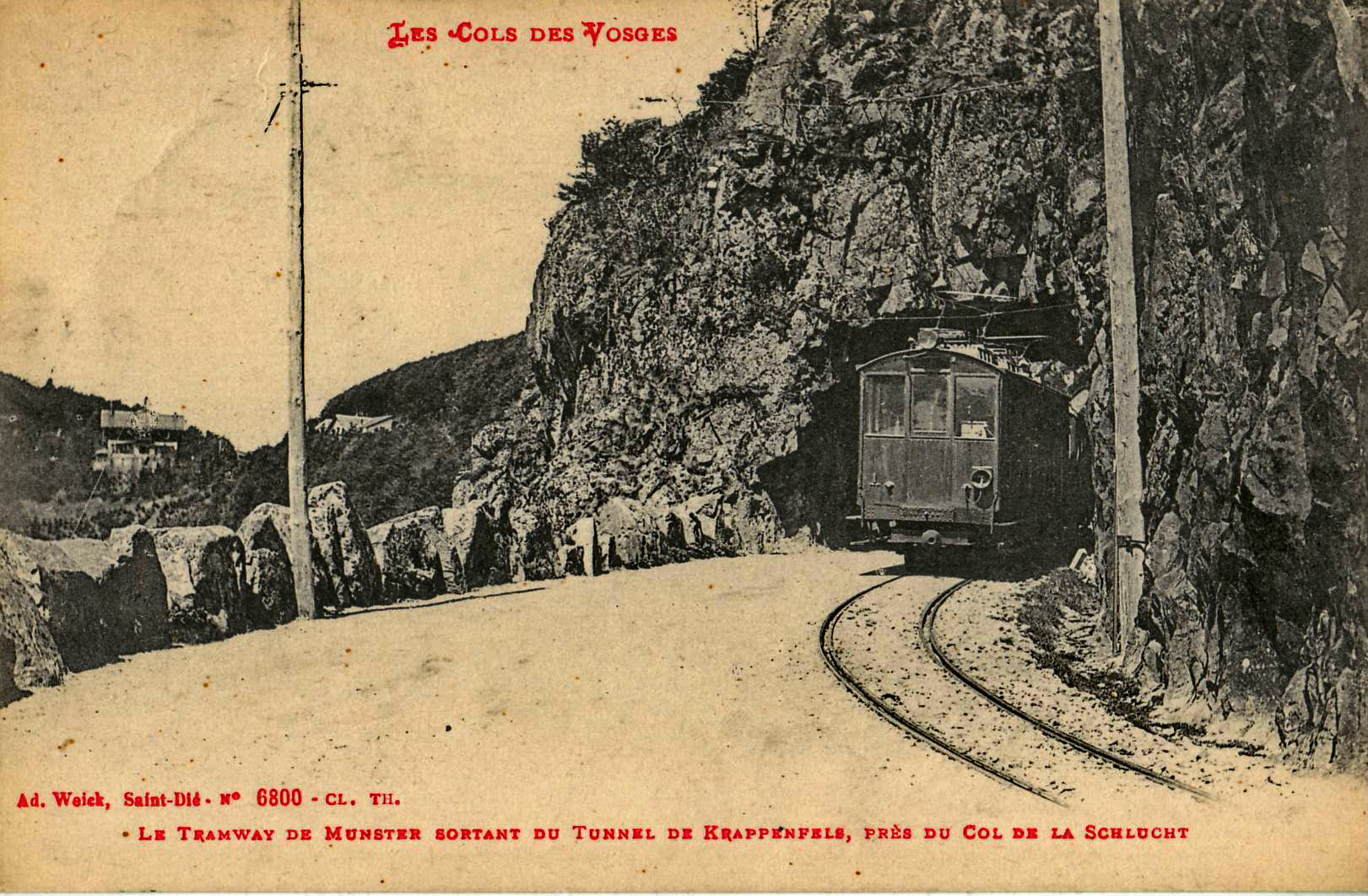
Vroegere tramlijn van Munster naar de Col de la Schlucht
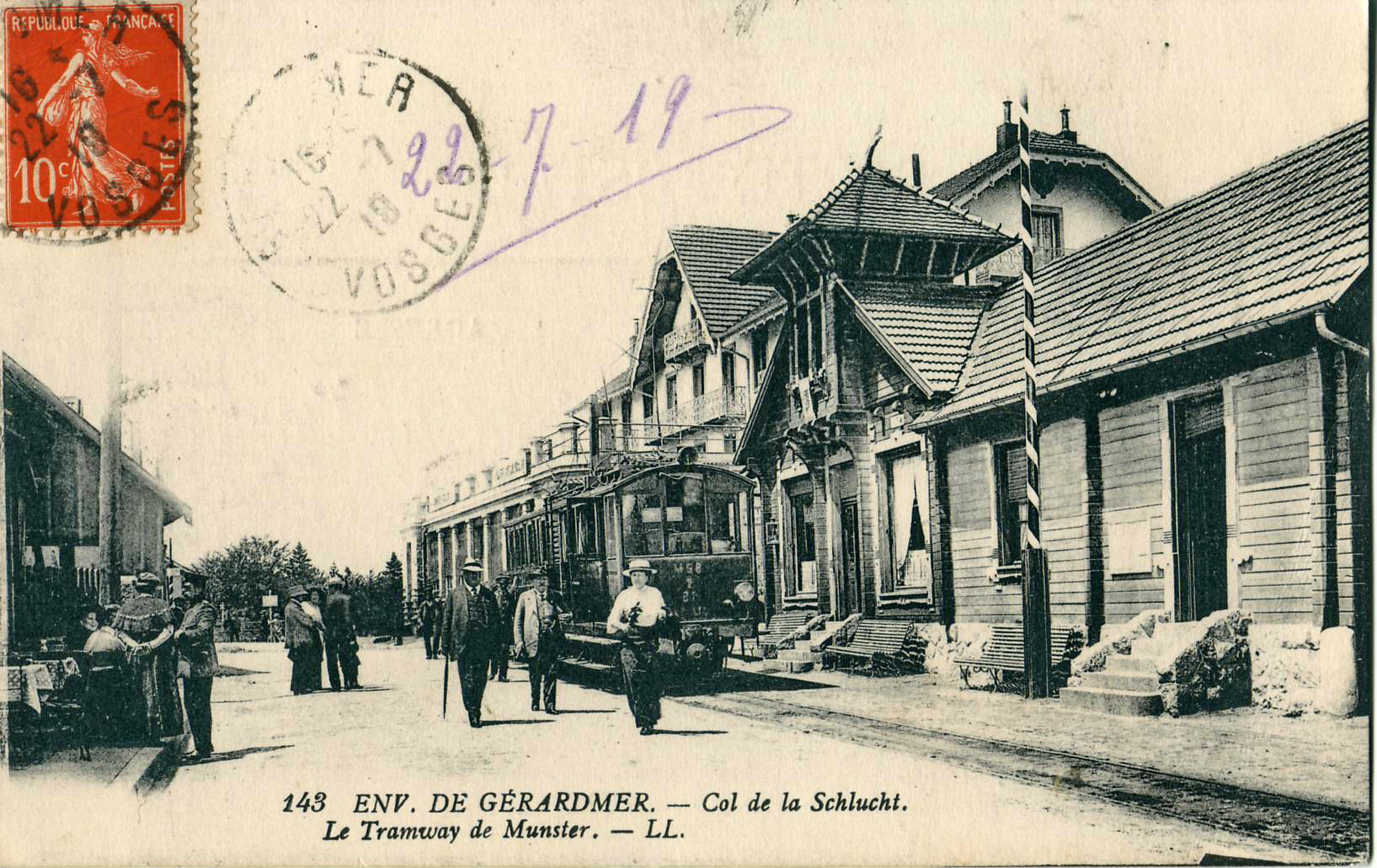
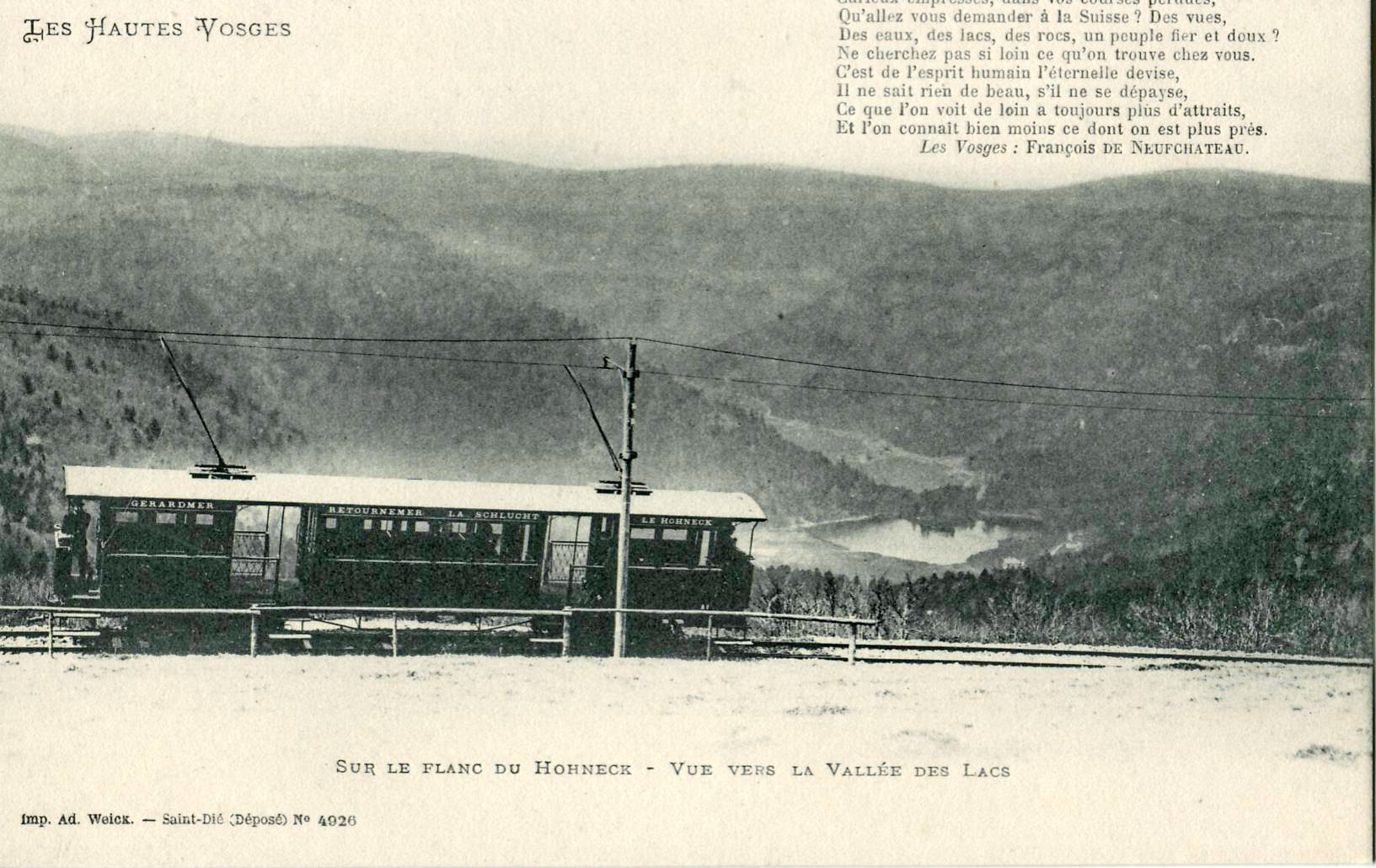
Voormalige tramlijn Gerardmer - Schlucht - Hohneck